# Tales from the Borderlands
Tales from the Borderlands is een computerspel dat werd ontwikkeld en uitgegeven door Telltale Games. Het avonturenspel kwam uit op 25 november 2014 en is een spin-off van de Borderlands-serie.
Het spel gebaseerd op het verhaal uit het computerspel Borderlands 2. Het verhaal wordt gespeeld in vijf Episodes en verteld vanuit het perspectief van twee nieuwe personages: de Hyperion bedrijfsman Rhys en de oplichtster Fiona. Het verhaal wordt verteld via flashbacks, waardoor de speler een gebeurtenis meerdere malen meemaakt uit een verschillend standpunt.